# Тъмна кенгурова мишка
Тъмната кенгурова мишка (Microdipodops megacephalus) е вид бозайник от семейство Торбести скокливци (Heteromyidae).

## Разпространение
Видът е разпространен в САЩ (Айдахо, Калифорния, Невада, Орегон и Юта).